# Felixsee
Felixsee (dolnołuż. Feliksowy jazor) – gmina w Niemczech, w kraju związkowym Brandenburgia, w powiecie Spree-Neiße, wchodzi w skład urzędu Döbern-Land..